# 오산경찰서
오산경찰서(烏山警察署, Osan Police Station)는 경기도남부지방경찰청이 관할하는 경찰서 중 하나이다. 경기도 오산시 동부대로 596 (부산동)에 위치하고 있다.
서장으로는 총경이 임명된다.

## 기본 정보
- 주소: 경기도 오산시 동부대로 596 (부산동)
- 우편번호: 18148

## 관할 파출소 및 지구대
오산경찰서는 3개의 지구대와 1개의 파출소를 산하에 두고 있다.
| 명칭       | 사진 | 주소                        | 관할구역                                                                         | 치안센터 |
| ---------- | ---- | --------------------------- | -------------------------------------------------------------------------------- | -------- |
| 오산지구대 |      | 오산시 운암로 11 (원동)     | 부산동, 갈곶동, 고현동, 청호동, 은계동 일부, 원동 일부, 오산동 일부, 수청동 일부 |          |
| 궐동지구대 |      | 오산시 오산로 371 (궐동)    | 궐동, 가장동, 청학동, 수청동 일부, 은계동 일부                                   |          |
| 중앙파출소 |      | 오산시 역광장로 70 (오산동) | 누읍동, 두곡동, 탑동, 서동, 가수동, 원동 일부, 오산동 일부                       |          |
| 세교지구대 |      | 오산시 세마역로 5 (세교동)  | 양산동, 서랑동, 지곶동, 세교동, 금암동, 외삼미동, 내삼미동                       |          |

## 같이 보기
- 경기도남부지방경찰청